# 비기촐로데스테
비기촐로데스테(이탈리아어: Vighizzolo d'Este)는 이탈리아 베네토주 파도바도에 있는 코무네(기초 자치체)로 베네치아에서 남동쪽으로 약 60 킬로미터 (37 mi), 파도바에서 남동쪽으로 약 30 킬로미터 (19 mi)에 위치한다.